# سخلة
السَّخلَة: الذَّكْر والأنثى من ولدِ الضأن والمَعز ساعَة يولَدُ والجمع: سَخْل، وسِخال، وسُخْلانٌ
وقال المناوي في شرحه على القاموس المحيط "من منافع فن اللغة التوسع في المخاطبات والتمكن من إنشاء الرسائل بالنظم والنثر ومن عجائبه التصرف في تسمية الشئ الواحد بأسماء مختلفة لاختلاف الاحوال كتسمية الصغير من بنى آدم ولدا وطفلا ومن الخيل فلوا ومهرا ومن الإبل حوار أو فصيلا ومن البقر عجلا ومن الغنم سخلة.
وروي عن عمر بن الخطاب (رضي الله عنه) أنه قال "لَوْ مَاتَتْ سَخْلَةٌ عَلَى شَاطِئِ الْفُرَاتِ ضَيْعَةً لَخِفْتُ أَنْ أُسْأَلَ عَنْهَا"